# Fogueres de Montsoriu

Fogueres de Montsoriu és una masia habilitada com a restaurant d'Arbúcies (Selva) inclosa a l'Inventari del Patrimoni Arquitectònic de Catalunya, ubicada a la urbanització del mateix nom.

## Descripció
Fogueres de Montsoriu és una edificació complexa, resultat de diverses modificacions, ampliacions i afegits. L'edifici principal és de planta baixa i pis, amb vessants a laterals i cornisa catalana. La façana principal presenta una porta adovellada de mig punt i una finestra d'arc conopial senzill, hi ha altres obertures emmarcades amb pedra. A la part esquerra, hi ha una mena de terrassa davant l'entrada i a la dreta, la roca de la muntanya reposa damunt la façana.
Posteriorment, es canvià del tot l'orientació de la casa obrint-se la porta a la façana posterior. És en aquesta façana que trobem una llinda de pedra amb la inscripció de “MDCXVII” (1617) en una finestra, i altres elements de nova construcció com és el cas d'un afegit de mur apederat amb pedra irregular, amb una escalinata que dona accés directe al primer pis i per la part de baix, al restaurant, a través d'una obertura d'arc de mig punt. En aquesta façana posterior, hi ha un altre accés protegit per una petita teulada que fa de porxo. A la dreta hi ha ampliacions que per la part de darrere s'amplien amb cossos a dues vessants, balcons a la façana i una galeria de quatre arcs.
Cal destacar una capella, a l'extrem dret, unida a la casa, és d'una sola nau, amb una porta d'arc de mig punt i brancals de pedra. A la façana però no hi ha més obertures que la porta i es tracta d'una paret llisa sobreposada.
El conjunt arquitectònic forma part de l'associació que presideix la urbanització de Fogueres de Montsoriu (ubicada al terme municipal d'Arbúcies però també en part al terme municipal de Riells i Viabrea) i per això al voltant hi ha pistes de tenis, una piscina, i instal·lacions d'aquesta mena de club privat.

## Història
L'instrument de constitució remença del mas Fogueres de Montsoriu data del 12 de gener de 1036 i perdurarà ininterrompudament fins al 31 d'agost de 1313. En el capbreu de Dosrius de 1313 apareix Bernat de Falgueres de Montsoriu home propi, soliu i afocat sota domini de Bernat Dosrius-Cartellà. Més endavant apareix en el Fogatge de 1497 i 1515 de la Batllia de n'Orri.
En la presa de possessió dels vescomtats de Cabrera i de Bas de l'any 1527 per l'almirall Federique Henríquez ens apareix Gabriel Falgueres de Montesorico.
Es troba documentada en el Cadastre de 1743 i de 1800, i seguidament s'esmenta en el llistat de les cases de pagès elaborat pel rector de la parròquia l'any 1826. En el padró de 1883 és habitada per una família de sis membres, l'any 1940 hi consta una família de set persones.
Juli Serra la cita en el seu mapa del Montseny de 1890.
En l'amillarament de 1935 apareix com a propi de Dolors Matalamal Ros d'Arbúcies, que declara les següents delimitacions: a orient amb terres de Josep Mº Ribot, abans Teresa Saleta, i mas Coll de Castellar, a migdia amb el mas Coll de Castellar de la mateixa Júlia Tomàs, a ponent amb terres del mas Fogueres de Ramon Callís i a nord amb el mas Janeta d'en Dalmau, el mas Pendó de la propia atorgant i terres de Joaquim Pons.